# Heinz Wagner (Politiker, 1892)
Heinz Wagner (* 1. Juni 1892 in Passau; † 18. Juni 1950 ebenda) war ein deutscher Kommunalbeamter und Kommunalpolitiker.

## Werdegang
Wagner war ab 1920 Sekretär bei der Passauer Stadtkämmerei und ab 1925 Stadtkassier. Am 1. Januar 1946 wurde er zum Stadtkämmerer ernannt. Die amerikanische Militärregierung setzte ihn im Juli 1946 als Landrat des Landkreises Passau ein. Am 16. September 1946 wurde er zum Oberbürgermeister von Passau gewählt. Zur Wahl 1948 trat er aus gesundheitlichen Gründen nicht mehr an.